# Grande Grallaire
Grallaria excelsa
Espèce
Statut de conservation UICN

 VU A2c+3c+4c;B1ab(i,ii,iii,v);C2a(i) : Vulnérable
La Grande Grallaire (Grallaria excelsa) est une espèce d'oiseaux de la famille des Grallariidae endémique au Venezuela.

## Répartition
Cet oiseau est endémique des montagnes du Venezuela. 

## Habitat
Cet oiseau vit dans la forêt tropicale humide de montagne avec des sous-bois denses entre 1 700 et 2 300 m d'altitude.

## Liste des sous-espèces
Selon la classification de référence du Congrès ornithologique international (version 10.2, 2020) :
- sous-espèce Grallaria excelsa excelsa Berlepsch, 1893 - Ouest du Venezuela
- sous-espèce Grallaria excelsa phelpsi Gilliard, 1939 - Nord du Venezuela